# Trietnikowo (rejon griazowiecki)
Trietnikowo (ros. Третниково) – wieś w Rosji, w rejonie grazowieckim obwodu wołogodzkiego. W 2021 r. była niezamieszkana.